# Лірі Белішова
Лірі Белішова (алб. Liri Belishova; нар. 14 жовтня 1926, Белішова, Малакастра — пом. 23 квітня 2018, Тирана) — албанська комуністка, видатний політичний діяч НРА, член Політбюро ЦК АПТ. Репресована за підтримку Хрущовської відлиги. Реабілітована після падіння комуністичного режиму.

## Комуністична активістка
Лірі Белішова народилася 1926 року в сім'ї великого землевласника і націоналістичного політика. Закінчила в Тирані привілейований Педагогічний інститут королеви-матері. Вчилася разом з Неджміє Джуглінгі (Ходжа) та Фікірете Санджактарі (Шеху). Освоювала також професію медсестри.
З юності Лірі Белишова перейнялася ідеями комунізму. Великий ідейний вплив на неї мав роман Максима Горького Мати. У 1940 році увійшла до молодіжної комуністичної організації. У 1943 році стала членом Комуністичної партії Албанії (КПА; з 1948 — Албанська партія праці, АПТ). Була секретарем Ради антифашистської молоді, приєдналася до Національно-визвольної армії. У липні брала участь у демонстрації проти італійських окупантів, позбулася ока в результаті вуличного зіткнення.
Була вивезена на лікування до Барі, потім перебувала в Польщі. Повернулася до Албанії в 1945 році, після закінчення Другої світової війни.

## Партійний діяч

### Лідер комуністичної молоді. Перший конфлікт з керівництвом
У листопаді 1944 році КПА прийшла до влади в Албанії. Лірі Белішова була головою організації Shqipërisë e Rinisë Popullore — Народна молодь Албанії. Представляла Албанію на міжнародних молодіжних конгресах. Вона цілком поділяла сталіністську ідеологію партії, що підтримувала політику першого секретаря ЦК КПА Енвера Ходжі. Вважалася надзвичайно амбітним політиком.
Однак Белішова заперечувала проти орієнтації на Югославію Йосипа Броз Тіто, характерною для перших років правління КПА. Лірі Белішову обурювало, коли Енвер Ходжа називав емісара Тіто Міладіна Поповича своїм учителем, вказівки якого повинні беззаперечно виконуватися Компартією Албанії. Її перший чоловік Нако Спіру, міністр економіки Народної соціалістичної республіки Албанії, так характеризував себе, дружину і однодумців як людей, які «не підставляють покірно голову під югославський кулак». Вони готові були протистояти югославської експансії і прагнули до приєднання до Албанії Косово.
Політичні розбіжності з Енвером Ходжей і Кочі Дзодзе погрожували обернутися жорсткими оргвисновками. У листопаді 1947 році Нако Спіру покінчив з собою (така офіційна версія). Лірі Белішова була знята з усіх постів і вислана з Тирани до Берату, де працювала вчителькою.

### Член Політбюро, секретар з ідеології
У радянсько-югославському конфлікті 1948 року Енвер Ходжа беззастережно підтримав сталінський СРСР проти тітовського ФНРЮ. Тісно пов'язаний з Белградом Кочі Дзодзе був заарештований і повішений. Ці зміни призвели до реабілітації однодумців Нако Спіру.
Лірі Белішову повернули до Тирани і ввели до складу Політбюро ЦК АПТ. Була одним з секретарів Центрального комітету. 20 лютого 1951 року Белішова брала участь у засіданні Політбюро, на якому одноголосно було прийнято рішення про позасудові страти діячів антикомуністичної опозиції.
У 1952—1954 роках Лірі Белішова перебувала в Москві, навчалася в Інституті марксизму-ленінізму. 9 березня 1953 року була присутня на похоронах Йосипа Сталіна.
Повернувшись до Албанії, Лірі Белишова займалася в ЦК АПТ питаннями ідеології. У 1958—1961 роках працювала на посту секретаря президії Народних зборів.

### Прихильниця Хрущовської відлиги. Другий конфлікт з керівництвом
У керівництві АПТ Лірі Белішова належала до групи прорадянської орієнтації. Вона багато в чому переглянула попередні сталіністські позиції, з ентузіазмом підтримувала Хрущовську відлигу і виступала за її поширення на Албанію. Була прихильницею Тука Якови — лідера реформістської групи, до якої входили також Бедрі Спахіу, Далі Ндреу, Лірі Гега, Панайот Плаку. Однак прихильники «відлиги» зазнали жорстокого розгрому у ході «Оманливої весни» 1956 року.
Після XX з'їзду КПРС Енвер Ходжа швидко віддалявся від СРСР і встановлював союзні відносини з маоїстським Китаєм. Лірі Белішова була переконаною противницею цього курсу. Її підтримували чоловік Мако Чомо, міністр сільського господарства НРА, і великий албанська дипломат Кочо Ташко.
У 1960 році Лірі Белішова відвідала Пекін у складі партійно-урядової делегації на чолі з Хаджі Льоші. Зустріч з Чжоу Еньлайем, Ден Сяопіном, Лю Шаоці переконала Белішову прийняти антирадянську пропаганду і мілітаризм керівництва Компартії Китаю (КПК), про його готовність до нової світової (ядерної) війни. Свої враження Белішова передала до Москви.

Одночасно з візитом албанської делегації до Китаю в Бухаресті проходила міжнародна нарада комуністичних партій. АПТ представляв Хюсні Капо, який повністю підтримував політику Енвера Ходжі. Отримавши інформацію про переговори в Пекіні, Капо представив Ходжу позицію Белішової у найбільш негативному ключі (вона дійсно сильно розходилася з курсом Ходжі). Незабаром відбулося засідання Політбюро ЦК АПТ, на якому Лірі Белішова була звинувачена в антипартійній лінії і змові з Микитою Хрущовим з метою усунення Енвера Ходжі.

З албанських партійних документів тієї пори: «Хрущовське радянське керівництво спробувало „взяти фортецю зсередини“. З цією метою воно піддало обробці і поставило собі на службу Лірі Белішову і Кочо Ташко. Погляди і поведінку цих двох ворогів перебували у відкритій опозиції до правильної лінії, яку наша партія проводила по відношенню до радянського керівництва на чолі з Хрущовим».

Лірі Белішова була відсторонена від усіх партійних посад. Інші члени делегації отримали лише догани за «політичну малограмотність».

## Репресії
У 1961 році Лірі Белішова була заарештована Сігурімі. Спочатку її помістили у в'язницю Гірокастри, потім близько 30 років була інтернована в різних районах Албанії. Найдовше Белішова перебувала в Церріку. Працювала вчителькою. Чоловік Мако Чомо був поміщений до в'язниці. Донька Дріта Чомо померла від важкої хвороби (згодом вона стала відома як поетеса).
Лірі Белішова ніколи не визнавала своєї провини, про що писала в листах, адресованих Енверу Ходжі.

## Після звільнення
У 1990 році в Албанії почалися масові виступи, що призвели до падіння комуністичного режиму. Лірі Белішова була реабілітована і повернулася до Тирани. Брала активну участь у ветеранському русі. Підтримувала дружні стосунки з генералом Рахманом Парлаку.
В історичних спогадах вона засуджувала Енвера Ходжу і Мехмета Шеху за владолюбство, жорстокість, догматизм (Ходжу — окремо за підпорядкування югославським інтересам у 1941—1948 роках). У той же час вона віддавала належне Шеху як державному діячеві, який зумів зміцнити незалежну албанську державність. Також неоднозначні, хоча в цілому негативні — були її оцінки Ахмета Зогу. Негативно відгукувалася Лірі Белішова про Неджміє Ходжу, яку взагалі не вважала самостійною фігурою і не розглядала окремо від її чоловіка.
Лірі Белішова стала одним з небагатьох політиків Албанської партії праці, які принесли вибачення албанському народу за жорстокість комуністичного режиму. Головною провиною КПА/АПП вона вважала заміну боротьби за визволення боротьбою за диктатуру. Основними своїми принципами Лірі Белішова називала девіз Французької революції: «Свобода, рівність, братерство».
Померла Лірі Белишова 2018 року у віці 91 року.